# Epicauta proscripta
Epicauta proscripta är en skalbaggsart som beskrevs av Pinto 1980. Epicauta proscripta ingår i släktet Epicauta och familjen oljebaggar. Inga underarter finns listade i Catalogue of Life.